# Tropical Hockey League
Die Tropical Hockey League (kurz: THL) war eine US-amerikanische Eishockey-Minor League, die ausschließlich in der Saison 1938/39 bestand. Der einzige Gewinner der THL waren die Coral Gables Seminoles. Alle Mannschaften trugen ihre Heimspiele in Miami, Florida, aus.

## Mannschaften
Folgende Teams nahmen am Spielbetrieb der THL teil:
- Coral Gables Seminoles (1938–1939)
- Miami Clippers (1938–1939)
- Miami Beach Pirates (1938–1939)
- Havana Tropicals (1938–1939)

## Saison 1938/39
Die Saison 1938/39 war die einzige Spielzeit der Tropical Hockey League. Die vier Teams absolvierten in der regulären Saison zwischen 13 und 15 Begegnungen. Meister wurden die Coral Gables Seminoles.

### Abschlusstabelle
Abkürzungen: GP = Spiele, W = Siege, L = Niederlagen, T = Unentschieden, OTL = Niederlage nach Overtime, GF = Erzielte Tore, GA = Gegentore, Pts = Punkte
|                        | GP | W  | L  | OTL | GF | GA | Pts |
| ---------------------- | -- | -- | -- | --- | -- | -- | --- |
| Coral Gables Seminoles | 14 | 12 | 2  | 0   | 85 | 53 | 24  |
| Miami Clippers         | 13 | 7  | 6  | 0   | 53 | 58 | 14  |
| Miami Beach Pirates    | 14 | 5  | 9  | 0   | 57 | 69 | 10  |
| Havana Tropicals       | 15 | 4  | 11 | 0   | 69 | 84 | 8   |